# 벨라 트윈스
벨라 트윈스(The Bella Twina, 1983년 11월 21일 ~ )는 브리 벨라 (Brie Bella)와 니키 벨라 (Nikki Bella)로, 미국의 여자 프로레슬링선수며 쌍둥이 자매이다. 2007년에 프로레슬링 입문을 했다. 두사람이 선악을 오가며 같이 활동하고 있지만 가끔은 서로 분열할때도 있다. (존모리슨 & 미즈와 콜론형제가 대립했을때나 레슬매니아XXVIII에 팀 쟈니 VS 팀 테디 시절) 계약 만료로 잠시 WWE를 떠났었으나 이 후 다시 재계약을 하여 선수로 활동을 재개하였으며 2014년에 브리 벨라는 다니엘 브라이언과 결혼하여 윗선(트리플H, 스테파니 맥마흔)과 대립하였고, 한때 니키 벨라의 배신으로 분열된 상태였으나 지금은 자매 관계 상태로 유지하고 있다. 또한 니키 벨라는 존 시나와 사귀다가 결혼까지 하였다. 또는 최장수 WWE 디바스 챔피언을 보유하고 있으나 최근 샬럿 플레어와의 대립으로 WWE 나이트 오브 챔피언스에서 빼았기고 말아 아예 은퇴하고 말았다. 2016년 8월 21일에는 니키 벨라가 섬머슬램에서 여성 6인 태그팀에서 돌아오게되어 복귀하였고, WWE 스맥다운으로 이적하였다. 최근에는 카멜라와 대립했으나 TLC를 마지막으로 대립이 종료되었다. 하지만 대립 종료 이후 서바이벌 시리즈때 여성 서바이벌 매치에 등장하려는데 갑자기 이유없는 폭행으로 등장하지 않았는데 1년후 기습한 정체는 나탈리아였다. 그렇게 정체를 밝힌 이후로 심해져가는 갈등으로 나탈리아와 대립을 하였으나 스맥다운 라이브의 폴스 카운트 애니웨어 매치의 패배로 나탈리아와의 대립이 끝났다.
그 후 존시나와 함께 마리즈와 미즈 커플과 대립중이다.
브리벨라의 키는 168cm 몸무게는 57kg이다.
니키벨라의 키는 170cm 몸무게는 56kg이다.

## 연혁
- 2007년 프로레슬링계에 데뷔를 하고 WWE의 산하단체인 FCW에 입문

- 2008년 WWE에서 브리 벨라가 먼저 데뷔함 링 밑에 들어왔다나가다가 (브리가 니키로 바꿀때) 쌍둥이로 밝혀짐으로써 벨라 트윈스로 활동함

- 2011년 브리 벨라가 WWE 디바스 챔피언에 등극

- 2012년 니키 벨라가 브리 벨라에 이어 WWE 디바스 챔피언에 등극

- 2012년 WWE와 계약이 만료됨

- 2013년 3월 11일 RAW에서 벨라 트윈스가 복귀함

- 2013년 7월 28일부터 E! 방송국에서 진행하고있는 토탈 디바스라는 리얼리티 프로그램에 출연

- 2014년 니키는 제2회 디바스챔피언에 오른다

- 디바스챔피언을 샬럿에게 빼앗기고 그후 잠시 은퇴후 2016년

섬머슬램에서 복귀한다
- 2018년 10월 8일 raw에서 여성 3:3태그팀 경기를 했으나 승리한 뒤에 론다를 공격 하면서 갑작스럽게 악역 전환했다.

## 챔피언 경력
- WWE 디바스 챔피언 (브리 벨라 1회, 니키 벨라 2회)